# Пиццокаро, Антонио

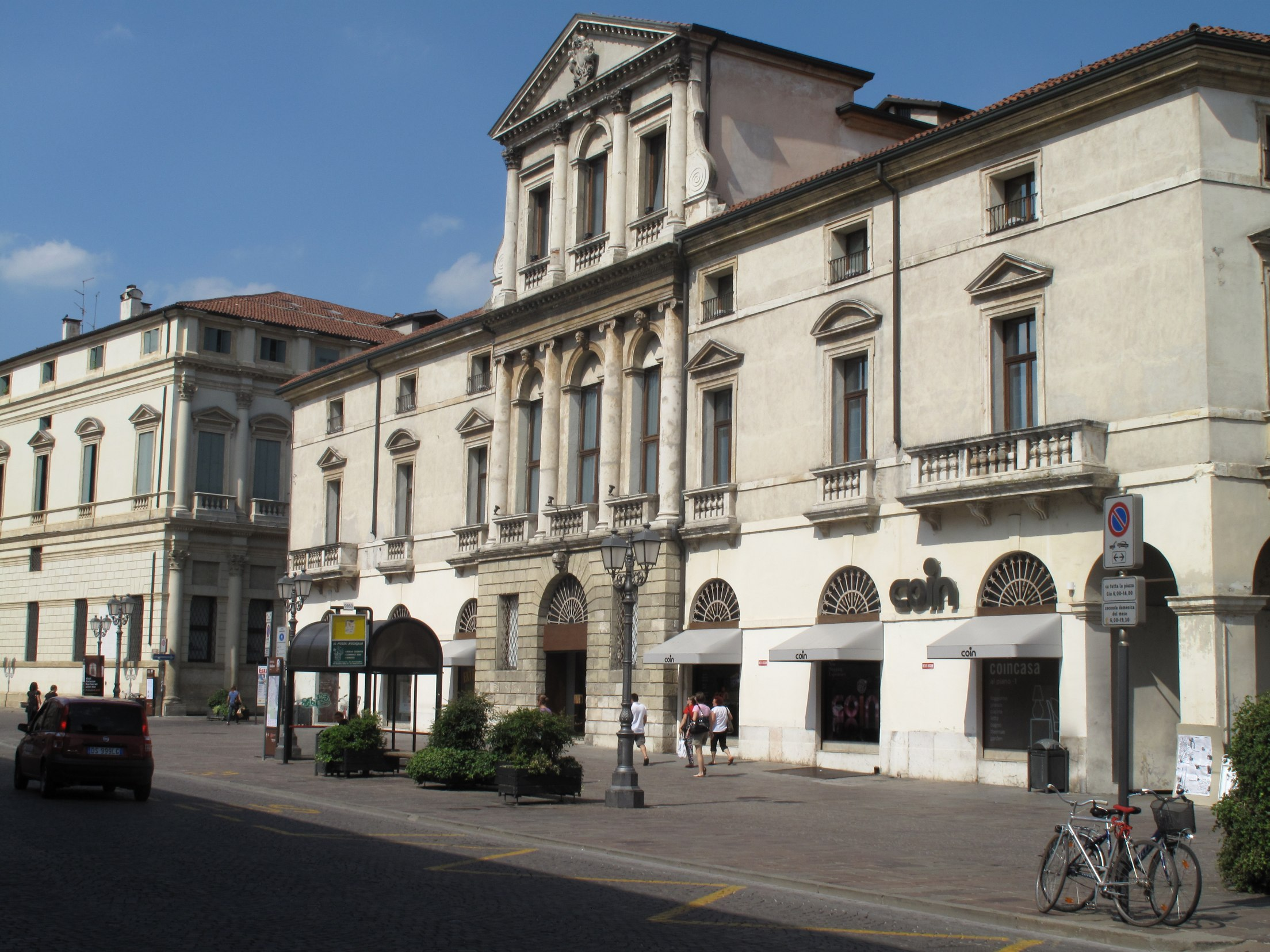
Палаццо Пьовини, спроектированный Антонио Пиццокаро (1658), Виченца.

Антонио Пиццокаро (Монтеккьо-Маджоре, 26 сентября 1605 — Виченца, 13 августа 1680) — итальянский архитектор и инженер, большую часть жизни работавший в Виченце. Он был ведущим архитектором XVII века, предложившим новый облик города — одновременно монументальный, аристократичный и строгий.

## Биография
Семья Пиццокаро происходила из Лонато, где их фамилия имела написание Пиццоколо или Пиццокола, это следует из документов отца архитектора — Баттисты. Фамилия была изменена с переездом в Виченцу в начале XVII века.
В 1625 году Антонио, приехавший из Монтеккьо-Маджоре, вступил в местную гильдию каменщиков и мастеров, возглавляемую известным строителем Джамбаттистой Альбанезе . Он вошел в круг семьи Альбанезе, был помощником Джироламо Альбанезе, а также семьи Борелла, которая была проектировщиком и исполнителем монастыря Сан-Джакомо. Вскоре Антонио женился на Евгении, дочери Джироламы Мирандолы, известной в городе акушерки «ин контра дель’Изола», от которой у него родилась дочь Элеонора, позднее почтившую его память, построив небольшую церковь в Монтеккьо-Маджоре.
В 1630-х годах он начал утверждаться в качестве самостоятельного каменщика и архитектора . Среди его первых работ были небольшие церкви, построенные по образцу работ семьи Альбанезе (например, Оратория дель Гонфалоне), с простыми лаконичными фасадами.
В 1636 году он стал управляющим гильдии каменщиков Виченцы и пользовался уважением со стороны городских семей и церкви, в частности, монахини Санта-Мария-Нова приглашали его для оценки и ремонта строений монастыря, а также со стороны городских властей, которые поручили ему задачу возведения колонны Спасителя на площади Синьории в 1640 году и реставрацию театра Олимпико в 1646—1650 годах, а также возведение городской стены вдоль реки Баккильоне в районе Арачели и ремонт моста через Тезину в Торри-ди-Квартезоло.

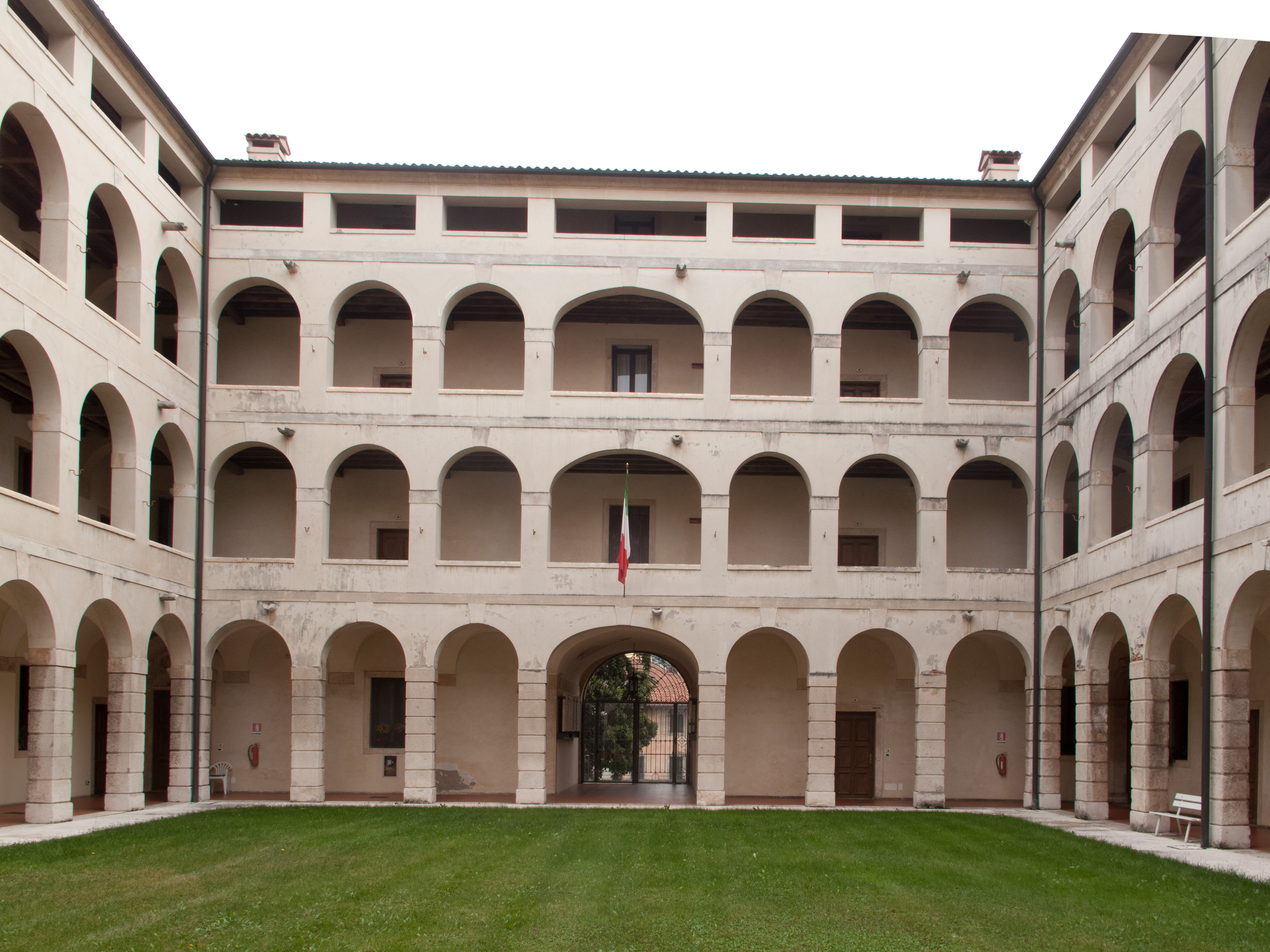
Приют Проти — внутренний двор

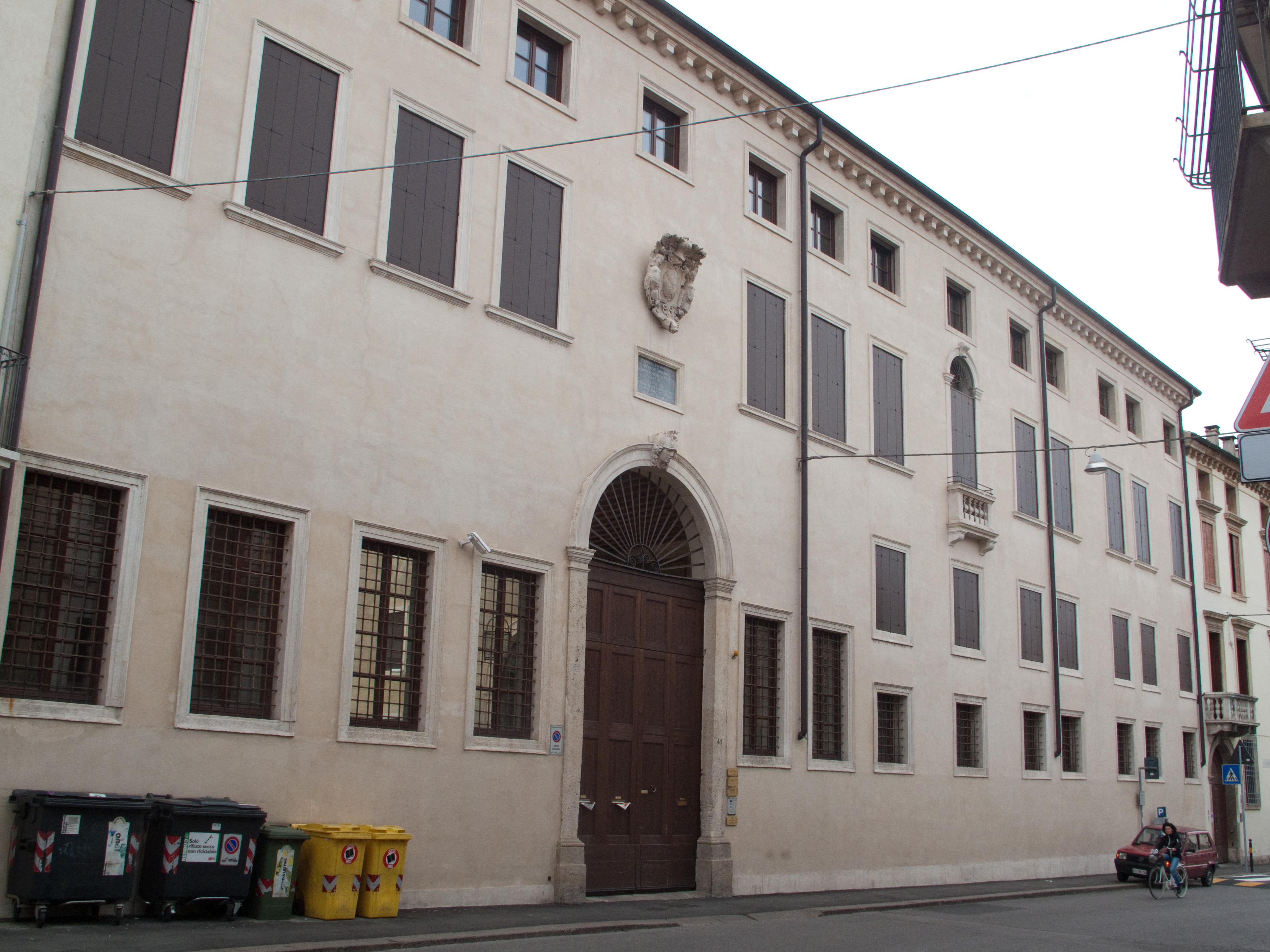
Палаццо Джустиниани Баджо, вид на Контра Сан Франческо

Антонио Пиццокаро был нанят в качестве архитектора управляющими богадельни и молельни Проти, когда в 1655 году они доверили ему реконструкцию и укрепление здания пятнадцатого века, которое сильно пострадало от пожара в 1606 году. Вместе с приютом Пиццокаро также спроектировал ораторий в стиле, в котором построены в дальнейшем многие его церкви, с окулусом в центре фасада.
Утвердившись в качестве архитектора, он получил множество других заказов. Раффаэле Джустиниани поручил ему строительство своего дворца в Борго Пустерла — большое здание, сочетающее монументальность и строгость. Внутренний двор, выходящий в парк, повторяет мотив палладианского палаццо Вальмарана. В 1656 году он составил проект строительства новой тюрьмы, которая должна была быть возведена на площади Пьяцца делле Эрбе, между Палладдианской базиликой и башней Торре дель Торменто. Хотя предпочтение было отдано проекту Бальдассаре Лонгены, Пиццокаро, тем не менее, согласился выступить застройщиком здания. В 1661 году он принял на себя управление строительством Палаццо Триссино, следуя проекту Скамоцци. В 1664 году он построил внутреннюю лестницу старой городской библиотеки Бертолиана в Контра-дель-Монте с короткими пандусами в галерее. В том же году он начал строительство виллы Джеллини в Вильяверле, позднее для этой семьи он также спроектировал городской дворец.
Работая в Сан-Лоренцо, он также познакомился с семьей Пьовене, три брата Агостино, Антонио и Джованни обратились к нему в 1645 году с заказом на строительство церкви недалеко от их резиденции в Кастельгомберто. Довольные работой, они также поручили ему реконструкцию виллы, начатую в 1656 году и завершенную десять лет спустя, построенную по палладианским прототипам, но значительно упрощенную. В пространстве перед фасадом был создан великолепный сад, украшенный несколькими скульптурными группами на библейские и античные сюжеты. Внутри до сих пор сохранилась историческая мебель и ценные картины.

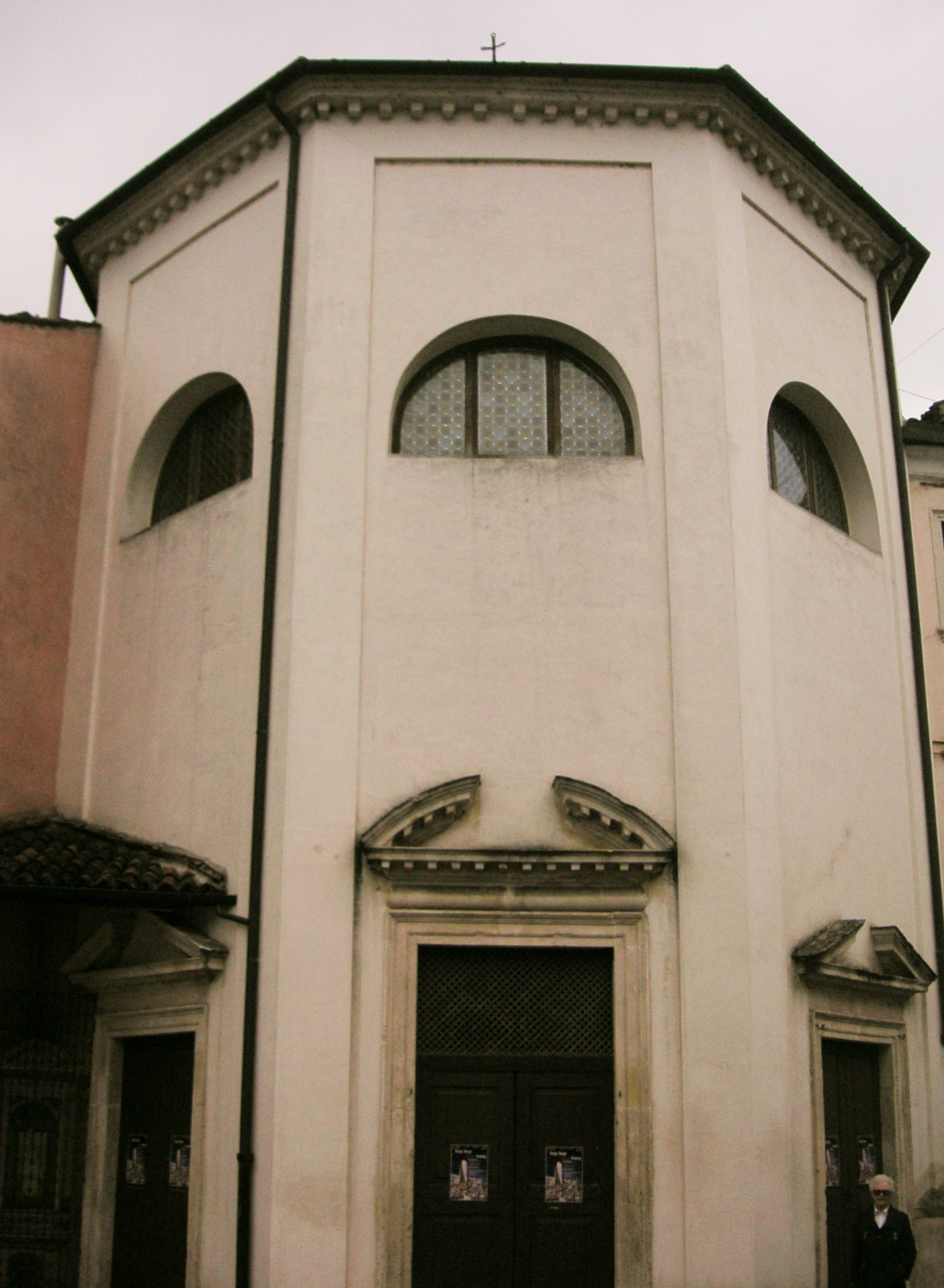
Оратория делле Цителле

В семидесятые годы Пиццокаро построил несколько церквей, среди них церковь Сан-Джулиано, заказанную Джованни Пьовене, церковь Санта-Катерина и ораторию делле Цителле в Виченце, профинансированные юристом Джованни Мария Бертоло .
Антонио Пиццокаро умер 13 августа 1680 года. Будучи весьма щепетильным в отношении денег, он при жизни значительно увеличил свои владения в Монтеккьо-Маджоре и Савьябоне, которые оставил своей единственной дочери и наследнице Элеоноре. Спустя сорок лет после его смерти, в память об отце, она распорядилась построить в Монтеккьо-Маджоре небольшую церковь Святого Антония Падуанского, которая сегодня является частной часовней виллы Корделлина-Ломбарди.
«Великий импресарио и идейный вдохновитель архитектуры Виченцы XVII века» — как его характеризует Барбьери — «Антонио Пиццокаро был бесспорным главным героем этой серой Виченцы с ее строгим очарованием, но не лишенным, однако, некоторых ярких штрихов» .

## Работы

### Гражданские здания
- Дворец Пьовини Бельтраме, Виченца (1656—1658)
- Дворец Джустиниани Баджо, Виченца (1656)
- Хоспис Проти, Виченца — перестроен Пиццокаро в 1658 году.
- Завершение Палаццо Триссино Бастон (фасад и двор, 1662) по проекту Винченцо Скамоцци.

### Религиозные сооружения

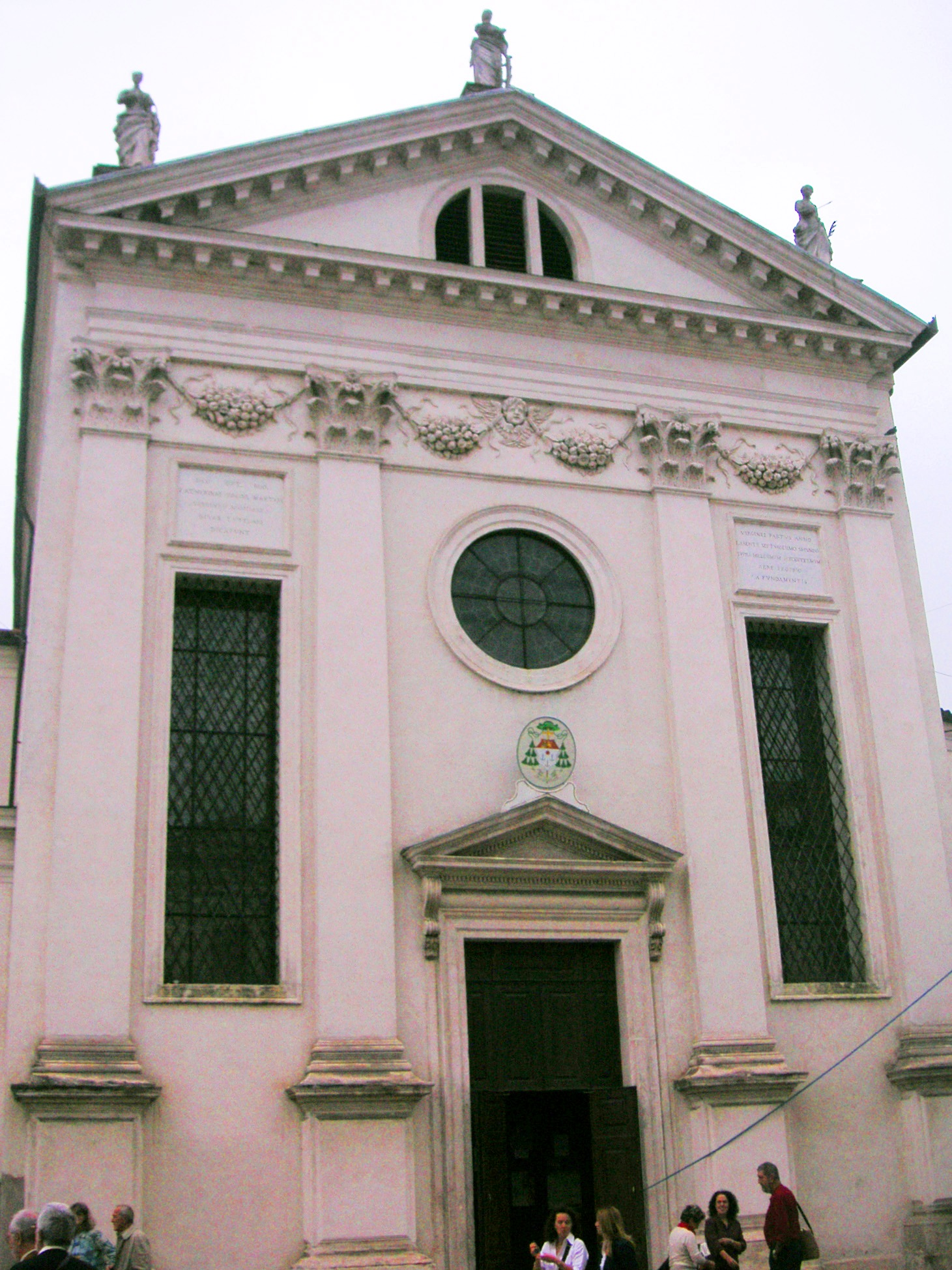
Фасад церкви Санта-Катерина

- Ораторий Сан-Никола-да-Толентино, Виченца (1676 г., атрибутировано)
- Церковь Сан-Джулиано, Виченца (1666-94 гг.)
- Церковь Санта-Катерины (1672 г.), Борго Берга, Виченца
- Ораторий Зителле (1647 г.), Борго Берга, Виченца
- Церковь Сан-Гаэтано, Новоледо-ди -Вильяверла (Виченца)
- Ораторий Непорочного Зачатия (1642), Виченца (разрушен)
- Церковь Пьовене (1645), Кастельгомберто

### Виллы
- Вилла Береган Кунико, (1639), Тьене (сомнительно)
- Вилла Геллини (1664-79, незавершенная), Виллаверла[13][14]
- Лестница на заднем фасаде здания и баркесса виллы Кальдоньо, Кальдоньо
- Вилла Пьовене (1656-66), Кастельгомберто
- Вилла Франзан (около 1666 г.), Сарседо